# 脂肖峭
脂肖峭（学名：Tetragnatha retinens）为肖峭科肖峭属的动物。在中国大陆，分布于苏州或牯岭等地。该物种的模式产地在苏州或牯岭。